# Astragalus cystocarpus
Astragalus cystocarpus es una especie de planta del género Astragalus, de la familia de las leguminosas, orden Fabales.

## Distribución
Astragalus cystocarpus se distribuye por Tayikistán.

## Taxonomía
Fue descrita científicamente por A. G. Borisova. Fue publicada en Trudy Tadzhiksk. Bazy 2: 163 (1936).